# Miho Fukumoto
Miho Fukumoto (福元 美穂, Fukumoto Miho, nascida em 2 de outubro de 1983, em Kagoshima) é uma futebolista japonesa que atua como goleira. Atualmente joga pelo Okayama Yunogo Belle.

## Carreira
Fukomoto fez parte do elenco da Seleção Japonesa de Futebol Feminino, nas Olimpíadas de 2008 e 2012. E nos mundiais de 2011 e 2015.

## Títulos
Japão
- Mundial: 2011